# Anastasija Taranova-Potapova
Anastasija Valer'evna Taranova-Potapova (in russo Анастасия Валерьевна Таранова-Потапова?; 6 settembre 1985) è una triplista russa.

## Palmarès

### Europei indoor
- 1 medaglia:
  - 1 oro (Torino 2009 nel salto triplo)

## Altre competizioni internazionali
2008
- Coppa Europa di atletica leggera ( Annecy)